# ディエゴ・ラトーレ
ディエゴ・フェルナンド・ラトーレ（Diego Fernando Latorre, 1969年8月4日 - ）は、アルゼンチン・ブエノスアイレス出身の元同国代表サッカー選手。ポジションはフォワード。

## 経歴
ラトーレは、いわゆるマラドーナ2世と呼ばれた最初のプレイヤーで、名前も同じであったことから「新たなディエゴ」とも呼ばれた。
ボカ・ジュニアーズとプロ契約を結び、1987年10月18日にCAプラテンセとの試合でプロデビュー、即ゴールを上げた。1990-91シーズンにはリーグ優勝も果たしている。ブラジルとの親善試合で代表に選出され、その試合でゴールも上げた。
1992年には、共に1991年のコパ・アメリカで優勝したガブリエル・バティストゥータと共にフィオレンティーナに移籍したが、バティストゥータがフィオレンティーナの歴史に残る活躍を見せたのに対して、ラトーレは2試合に出場したに留まり、すぐにリーガ・エスパニョーラのCDテネリフェへ放出された。テネリフェでは69試合に出場し15ゴールを上げた。1995-96シーズンの途中にUDサラマンカへ移籍したが、22試合出場でわずか1ゴールに止まり、チームは22位に低迷。翌シーズンはボカへ戻ることとなった。アルゼンチンに帰国してからはラシン・クラブやCAロサリオ・セントラルでもプレイ。その後2005年に引退するまで、メキシコやグアテマラでもプレイしている。